# Aphnaeus oreas
Aphnaeus oreas is een vlinder uit de familie van de Lycaenidae. De wetenschappelijke naam van de soort is voor het eerst geldig gepubliceerd door Drury.